# Mario Cuenca
Mario Eduardo Cuenca (Del Campillo, 6 marzo 1975) è un ex calciatore argentino, di ruolo portiere.

## Palmarès

### Club

#### Competizioni internazionali
- Coppa CONMEBOL: 1

Talleres: 1999
- Coppa Sudamericana: 1

Arsenal de Sarandì: 2007
- Coppa Suruga Bank: 1

Arsenal de Sarandì: 2008